# Série K des archives départementales
La série K des archives départementales intitulée Lois, ordonnances, arrêtés depuis 1790 est la série des Archives départementales, en France, qui est consacrée aux textes législatifs et réglementaires, d'origine nationale ou départementale. Elle présente comme particularité d'être constituée pour une grande part d'ouvrages imprimés. Ces collections officielles imprimées formées à la préfecture ou aux Archives, par abonnement légal ou envoi de l'État, relèvent donc davantage de la documentation que des archives, au sens strict, telles que les documents de la seconde composante de la série concernant la production réglementaire d'origine préfectorale.
La productivité traditionnelle de la France en matière de législation explique le volume important de cette série dans les services départementaux d'archives, par exemple 307 mètres pour la Haute-Savoie lors de l'édition de son guide. Dans d'autres départements, le fonds peut être réduit en volume ou par absence de certaines sous-séries ou affectation à une autre série.
En vertu des circulaires du 16 décembre 1965 et du 18 décembre 1998, la série comporte cinq sous-séries : 
- 1 K : Bulletin des lois ;
- 2 K : Moniteur, Journal officiel ;
- 3 K : Recueil des actes administratifs de la préfecture ;
- 4 K : Arrêtés du préfet ;
- 5 K : Conseil de préfecture, puis Conseil interdépartemental jusqu'à sa suppression en 1953.

## Sous-série 1 K - Bulletin des lois
Selon les départements, les rayonnages de cette série se trouvent également chargés de collections imprimées dérivées du Bulletin des lois ou d'origine gouvernementale ; d'autres départements pouvant les avoir déplacées en partie dans leur bibliothèque :
- Production des ministères :
  - « Bulletin officiel »
  - Instruction publique, 1870
  - Ministère de la Guerre, 1887...
  - Marine, 1854...
  - Ministère de l'Intérieur, 1840
  - Ministère de l'Agriculture et du Commerce, 1840.
- Codes et recueils de lois :
  - Collection complète des lois, décrets, ordonnances, règlement, avis du Conseil d'État..., par Jean-Baptiste Duvergier, continuée par le Recueil Sirey : 1788-1949, tables.
  - Collection des Bulletins des lois par Paul Dupont 1847-1907 ;
  - Collection des lois Rondonneau, mai 1789-1818 ;
  - Collection du Journal des notaires, 1836-1850 ; 1922-1934 ;
  - Arrêts du Conseil d'état ou recueil Lebon ;
  - Bulletin législatif Dalloz, depuis 1943.
- Autres :
  - « Moniteur des communes » (décret du 12 février 1852) ; « Bulletin des communes » ; « Journal officiel des communes » ; « Journal des communes » 1828-1862.

## Sous-série 2 K - Moniteur, Journal officiel
Dans l'un ou l'autre département, diverses éditions ou déclinaisons du Journal officiel au fil du temps peuvent être conservées dans cette sous-série :
- Le cœur de la sous-série : La Gazette nationale ou Le Moniteur universel, et les Tables du Journal officiel : voir Journal officiel de la République française
- Journal officiel de l'Empire français : 1869-1870, puis de la République française (5 septembre 1870).
- « Bulletin officiel de la Délégation du Gouvernement de la Défense Nationale » : 15-22 septembre 1870.
- « Journal officiel de la République française », publié à Alger en 1944.
- « Bulletin de la République française », puis « Journal Officiel de l'État français » du 4 janvier 1941 au 25 août 1944.
- Éditions ou séries spécialisées depuis 1881 : 
  - Lois et décrets, depuis 1871.
  - Débats du Sénat :
    - « Annales du Sénat et du Corps législatif » 1863-1865.
    - « Débats parlementaires du Sénat », puis de la Chambre des députés ou Assemblée nationale, depuis mars 1871.
    - « Débats du Conseil de la République »

  - Débats de l'Assemblée nationale :
    - « Débats de l'Union française » depuis 1947...1957.

  - « Documents »
    - « Documents de la Chambre des députés », puis de l'Assemblée nationale.
    - « Documents du Sénat », ou du Conseil de la République.
    - « Documents de l'Union française »
    - « Documents du Sénat de la Communauté » 1959-1960.
- Éditions ou séries spécialisées depuis 1906 : 
  - « Bulletin officiel des décorations, médailles et récompenses », depuis 1938.
  - « Bulletin officiel du service des prix », depuis 1942.
  - « Annexes », puis « Documents administratifs », depuis 1907-1912, 1947...
  - « Bulletin officiel des annonces légales » : 1913-1934.
  - « Avis et rapports du Conseil économique et social », depuis 1948.
  - « Textes d'intérêt général »
  - « Emplois réservés » 1923...1957.
  - « Bulletin annexe ».
  - « Journal officiel des Communautés européennes », depuis 1952.

## Sous-série 3 K - Recueil des actes administratifs de la préfecture
La sous-série 3 K est formée également d'imprimés puisqu'elle est vouée aux publications officielles de la préfecture, officiellement les « recueils des actes administratifs ». Elle peut remplacer l'exploration et exploitation des originaux relevant de la sous-série 4 K ou pallier ses insuffisances à certaines périodes.
Selon les départements et les périodes, outre quelques variations sur la base de « Recueil des actes administratifs », la publication prend des titres variés ou est complétée d'éditions valorisant un contenu restreint ou un lectorat plus ou moins large, par exemple :
 - « Journal de Préfecture »
 - « Correspondance administrative »
 - « Journal des Maires »
 - « Bulletin de la correspondance administrative »
 - « Bulletin des maires et recueil des actes administratifs ».
Ces titres sont toujours précisés par la mention du département ; par exemple « Mémorial hebdomadaire des administrations du Jura » ou « Mémorial du Jura » à une autre époque.

## Sous-série 4 K - Arrêtés du préfet
L'essentiel de cette sous-série est formée des arrêtés du préfet. Elle peut aussi comporter ceux des sous-préfets ainsi que des registres des « actes enregistrés » tel qu'un « Répertoire des actes administratifs soumis à l'enregistrement » (en exécution de la loi du 13 brumaire an VII des actes administratifs sont soumis à l'enregistrement comme formant titre pour l'autorité départementale, l'État, etc.).
Ces arrêtés présentent sur la durée des volumes importants, y compris les tables qui peuvent avoir été jointes comme dans le Tarn avec, entre autres, 414 volumes d'« arrêtés originaux an VIII à 1959 », ou dans le Calvados avec 76 m. l. d'arrêtés « en général sous forme de volumes reliés par bureau ».
La composition et le volume du fonds sont très variables d'un département à un autre, ces aspects changeant eux-mêmes chronologiquement dans chaque département. Les arrêtés ont en effet été diversement produits, gérés et ensuite diversement traités avant et après versement aux Archives. Il est notamment possible de trouver une partie des arrêtés de la période révolutionnaire dans la série L.
En résumé, l'état du fonds dans un département dépend de facteurs se combinant de manières diverses, chronologiquement et autrement :
- L'histoire de l'organisation de la préfecture en services ou bureaux, organisation induisant principalement des regroupements des arrêtés et des séries chronologiques parallèles ;
- La copie des arrêtés, par transcription en registres ou en vue d'ampliation dans les dossiers ; facteur favorisant la probabilité de retrouver un exemplaire de l'arrêté, dans cette série ou dans une autre ;
- La diffusion plus ou moins systématique des arrêtés dans les dossiers des affaires qui les ont motivés ; pratique ordinaire au sein de la préfecture, prolongée éventuellement lors des tris consécutifs aux versements ;

Enfin, les déficiences de cette sous-série peuvent être compensées par la publication des arrêtés à l'origine de la sous-série 3 K.

## Sous-série 5 K - Conseil de préfecture
Cette sous-série est consacrée au Conseil de préfecture ou tribunal administratif.
Dans certains départements, ce fonds peut se trouver dans la série U.

## Répertoires publiés
- Série K (An VIII - 1940). Archives départementales de la Drôme, 1996, 351 p., avec index.

### Sources
- Les Guides des archives départementales.